# DB 670 sorozat

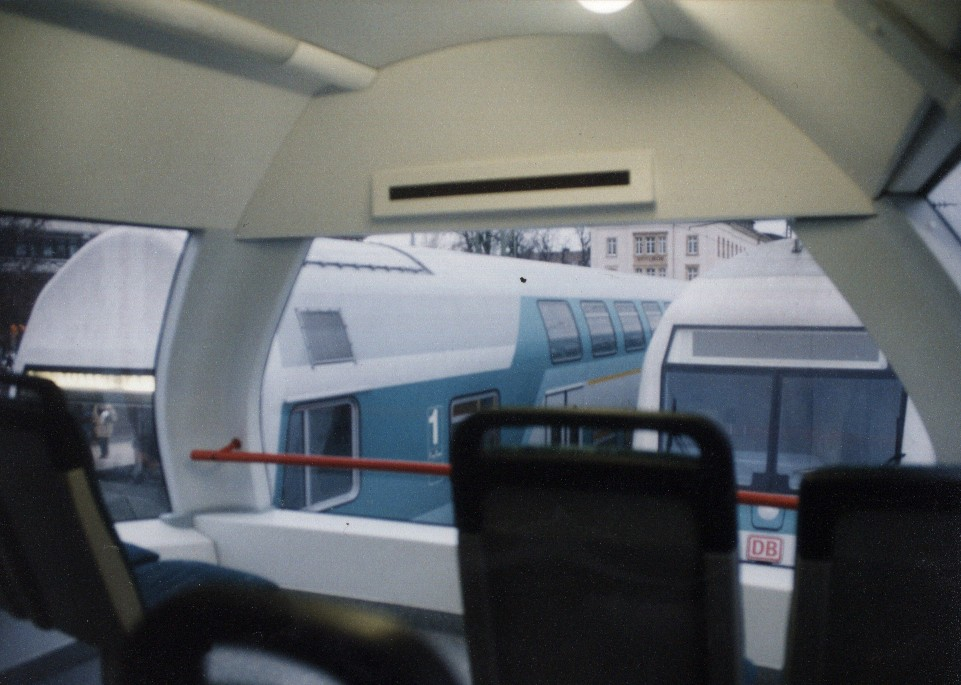
Kilátás a DB 670-ből

A DB 670 a DWA gyár egyik dízel motorkocsija. Összesen 6 db-ot gyártottak belőle 1996-ban